# Bruntingthorpe
Bruntingthorpe – wieś w Anglii, w hrabstwie Leicestershire, w dystrykcie Harborough. Leży 15 km na południe od miasta Leicester i 130 km na północny zachód od Londynu.